# Rafael Payare
Rafael Payare (* 23. Februar 1980 in Puerto La Cruz, Venezuela) ist ein venezolanischer Dirigent und Hornist. Er ist seit 2019 Musikdirektor der San Diego Symphony und seit 2022 Chefdirigent des Orchestre symphonique de Montréal als Nachfolger von Kent Nagano.

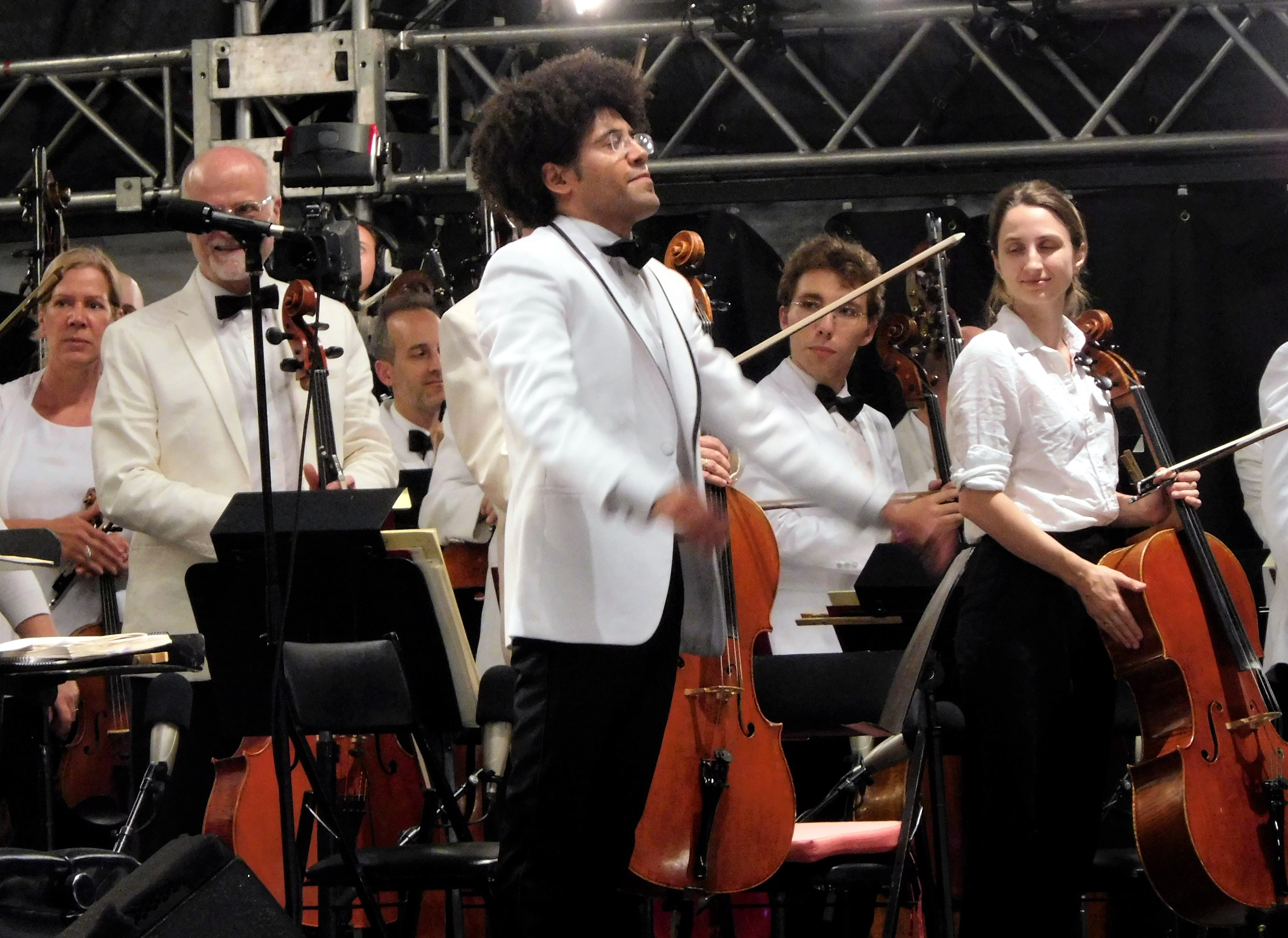
Rafael Payare in Montréal 2022

## Werdegang
Rafael Payares Eltern sind die Grundschullehrerin Trina Torres de Payare und der Kartograph Juan R. Payare aus Puerto la Cruz. Erst im Alter von 14 Jahren begann er, im Rahmen des venezolanischen Jugendbildungsprogramms El Sistema – Nationales System der Kinder- und Jugendorchester von Venezuela (Heute Orquesta Sinfónica Simón Bolívar de Venezuela) Horn spielen zu lernen und wurde bereits nach wenigen Wochen Mitglied des Orchesters von Anzoátegui. 2001–2012 war er Solohornist des Simon Bolivar Jugendsinfonieorchesters und nahm an zahlreichen internationalen Tourneen und Aufnahmen teil unter Dirigenten wie Claudio Abbado, Lorin Maazel, Giuseppe Sinopoli, Gustavo Dudamel und Simon Rattle. Auf Anregung Sinopolis begann er, Dirigierunterricht beim El-Sistema-Gründer José Antonio Abreu zu nehmen, unterstützt von seinen Mentoren Maazel und Penderecki. Er dirigierte alle großen Orchester Venezuelas, so erfolgreich, dass er rasch von großen internationalen Orchestern als Gastdirigent engagiert wurde, insbesondere nachdem er 2012 den 1. Preis beim internationalen Nikolai-Malko-Wettbewerb für Nachwuchsdirigenten gewonnen hatte, mit einem Werk Pendereckis.
Sein Mentor Lorin Maazel holte Payare 2012 zum von ihm gegründeten Festival für talentierte Nachwuchsmusiker in Castleton (Rappahannock County, Virginia), um dort seine Fähigkeiten zu vervollkommnen. Durch die dort ebenfalls auftretenden etablierten Dirigenten wie Claudio Abbado oder Daniel Barenboim erhielt er für seine weitere Entwicklung und Laufbahn wesentliche Impulse, und: Kontakte. Nach Maazels Tod wurde er 2015 zum Chefdirigenten („Principal Conductor“) des Castleton Festivals ernannt. 
Anlässlich der Konzerte zu seinem 80. Geburtstag bat Krzysztof Penderecki auch Payare zu dirigieren, neben prominenten Dirigenten wie Charles Dutoit, Leonard Slatkin oder Valery Gergiev.
Das Ulster Orchestra berief Payare 2014 zum Chefdirigenten und Musikdirektor („Principal Conductor and Music Director“). Mit ihm trat er 2016 und 2019 bei den BBC Proms auf. Nach seinem Weggang 2019 wurde er zum Ehrendirigenten („Conductor Laureate“) ernannt.
Zur Saison 2019/2020 engagierte das San Diego Symphony Orchestra (auch San Diego Symphony genannt) Rafael Payare als Chefdirigenten. 2022 berief das Orchestre symphonique de Montréal Payare zum Chefdirigenten, als Nachfolger von Kent Nagano. Er ist außerdem regelmäßig gefragter Gastdirigent bei allen bedeutenden Konzert- und Opernhäusern und deren Orchestern weltweit.
Rafael Payare ist verheiratet mit der US-amerikanischen Cellistin Alisa Weilerstein. Sie leben in San Diego und Montréal.

## Tonträger
- Dmitri Schostakowitsch: Symphony Nr. 11 The Year 1905. San Diego Symphony (Platoon; 2022)[7]
- Gustav Mahler, Symphony Nr. 5. Orchestre symphonique de Montréal (Pentatone; 2023)
- Richard Strauss: Ein Heldenleben – Gustav Mahler: Rückert-Lieder. Mit Sonya Yoncheva, Orchestre Symphonique de Montréal (Pentatone; 2024)
- Arnold Schönberg: Pelleas und Melisande & Verklärte Nacht. Orchestre Symphonique de Montréal (Pentatone; 2024)

## Filme
- El Sistema, Dokumentarfilm, Regie Paul Smaczny, Maria Stodtmeier, Arte France 2009.

## Auszeichnungen
- 2012: 1. Preis beim Nikolai-Malko-Wettbewerb